# Liste der Mitgliedschaften der VR China in internationalen Organisationen
Die Volksrepublik China ist Mitglied, Partner, Beobachter bzw. Beteiligte in folgenden internationalen und multilateralen Organisation, Einrichtungen, Abkommen und Untergliederungen:

## Vereinte Nationen

### Hauptorgane
- Vereinte Nationen (UN)
- Sicherheitsrat der Vereinten Nationen (ständiges Mitglied)

### Nebenorgane
- Konferenz der Vereinten Nationen für Handel und Entwicklung (UNCTAD)
- Hoher Flüchtlingskommissar der Vereinten Nationen (UNHCR)

#### Friedenssicherungsmissionen
- United Nations Mission for the Referendum in Western Sahara (MINURSO)
- United Nations Multidimensional Integrated Stabilization Mission in Mali (MINUSMA)
- Mission der Vereinten Nationen für die Stabilisierung in der Demokratischen Republik Kongo (MONUSCO)
- African Union/United Nations Hybrid Operation in Darfur (UNAMID)
- United Nations Peacekeeping Force in Cyprus (UNFICYP)
- United Nations Interim Force in Lebanon (UNIFIL)
- United Nations Mission in Liberia (UNMIL)
- United Nations Mission in the Republic of South Sudan (UNMISS)
- United Nations Operation in Côte d’Ivoire (UNOCI)
- United Nations Truce Supervision Organization (UNTSO)

### Sonderorganisationen
- Ernährungs- und Landwirtschaftsorganisation der Vereinten Nationen (FAO)
- Internationale Bank für Wiederaufbau und Entwicklung (Weltbank, IBRD)
  - International Development Association (IDA)
  - Multilaterale Investitions-Garantie-Agentur (MIGA)
- Internationale Zivilluftfahrtorganisation (ICAO)
- Internationaler Fonds für landwirtschaftliche Entwicklung (IFAD)
- Internationale Arbeitsorganisation (ILO)
- Internationaler Währungsfonds (IMF)
- Internationale Seeschifffahrts-Organisation (IMO)
- Internationale Organisation für Migration (IOM, Beobachter)
- Internationale Fernmeldeunion (ITU)
- United Nations Educational, Scientific and Cultural Organization (UNESCO)
- Organisation der Vereinten Nationen für industrielle Entwicklung (UNIDO)
- Weltorganisation für Tourismus (UNWTO)
- Weltpostverein (UPU)
- Weltgesundheitsorganisation (WHO)
- Weltorganisation für geistiges Eigentum (WIPO)
- Weltorganisation für Meteorologie (WMO)

### UN getragene Konventionen
- Internationale Konvention zum Schutz der Rechte aller Wanderarbeitnehmer und ihrer Familienangehörigen (ICRM)

## Multinationale (regionale) Entwicklungsbanken
- Afrikanische Entwicklungsbank (ADB)
- Karibische Entwicklungsbank (CDB) (Gebernation)
- Interamerikanische Entwicklungsbank (IADB)

## Internationale Organisationen
- Asiatisch-Pazifische Wirtschaftsgemeinschaft (APEC)
- Verband Südostasiatischer Nationen (ASEAN, Dialogpartner; auch Regionalforum)
- Bank für Internationalen Zahlungsausgleich (BIS)
- Internationale Handelskammer (ICC)
- Internationale Finanz-Corporation (IFC)
- Internationale Rotkreuz- und Rothalbmond-Bewegung (IFRCS)
- International Hydrographic Organization (IHO)
- International Mobile Satellite Organization (IMSO)
- Interpol
- Internationales Olympisches Komitee (IOC)
- Interparlamentarische Union (IPU)
- International Telecommunications Satellite Organization (ITSO)
- Bewegung der Blockfreien Staaten (NAM, Beobachter)
- Organisation für das Verbot chemischer Waffen (OPCW)
- Weltzollorganisation (WCO)
- Welthandelsorganisation (WTO)

## Internationale Institutionen
- Financial Action Task Force on Money Laundering (FATF)
- Internationale Atomenergie-Organisation (IAEA)
  - Zangger-Komitee (ZC)
- Internationale Organisation für Normung (ISO)
- Permanent Court of Arbitration (PCA)

## Zwischenstaatliche Foren
- Arktischer Rat (Beobachter)
- BRICS-Staaten
- Conference on Interaction and Confidence-Building Measures in Asia (CICA)
- East Asia Summit (EAS)
- Gruppe der zwanzig wichtigsten Industrie- und Schwellenländer (G-20)
- Intergovernmental Group of Twenty-Four on International Monetary Affairs and Development (G-24, Beobachter)
- G5 (Schwellenländer) (G-5)
- Gruppe der 77 (G-77)
- Lateinamerikanische Integrationsvereinigung (LAIA, Beobachter)
- Nuclear Suppliers Group (NSG)
- Organisation Amerikanischer Staaten (OAS, Beobachter)
- Pazifik-Allianz (Beobachter)
- Pacific Islands Forum (PIF)
- Südasiatische Vereinigung für regionale Kooperation (SAARC, Beobachter)
- Shanghaier Organisation für Zusammenarbeit (SCO)
- Zentralamerikanisches Integrationssystem (SICA, Beobachter)